# La Fenice (Album)
La Fenice ist ein Jazzalbum von Keith Jarrett, das am 19. Juli 2006 bei einem Konzert des Pianisten im Gran Teatro La Fenice in Venedig mitgeschnitten wurde und im Oktober 2018 bei ECM Records erschien. Nach Ansicht des britischen Jazz Journal setzt der Mitschnitt den Stil fort, für den er bekannt ist, nämlich eine unglaublich ausdrucksstarke und energiegeladene Performance, […] alle möglichen Ansätze erforschend, „von klaren Strukturen und Tonalitäten bis hin zu komplexesten und dissonanten Improvisationen“.

## Hintergrund
Nach Überwindung seiner über zwei Jahre währenden Erkrankung 1996–1998 am Chronischen Fatigue-Syndrom arbeitete der Pianist Keith Jarrett weiterhin mit seinem Standards-Trio; in diesem Zeitraum trat er auch als Solist auf. Bei den Solo-Konzerten entstanden Mitschnitte, die später als Alben Radiance (aufgenommen 2002 in Osaka und Toyo, 2005 erschienen), The Carnegie Hall Concert (ein Jahr nach der Einspielung 2005 in New York City) und schließlich La Fenice (12 Jahre nach der Aufnahme) veröffentlicht wurden.

## Musik des Albums
Zur Musik des Albums schrieb Dave Gelly: „Der Anfangsteil dieser spontanen achtstimmigen Arbeit ist ziemlich schwerfällig, dicht und dissonant, aber dann kommen verspielte, eingängige Melodien, Momente tiefer Reflexion, Romantik in der großen Art und Weise, fünf Minuten, in denen sich Melodienfetzen umeinander jagen mit unglaublicher Beweglichkeit, einer Art Boogie-Woogie und einer von Der Mikado geliehenen Melodie.“ Ergänzt wird die Folge der acht Eigenkompositionen Jarretts mit drei Standards-Interpretationen „My Wild Irish Rose“, „Stella by Starlight“, „The Sun Whose Rays“ und einer Solo-Version seiner eigenen Komposition „Blossom“, die er zunächst 1974 auf dem Album Belonging in Quartettversion vorgestellt hatte.
„Die zwölf Stücke des Konzerts […] lassen sich ihrerseits grob in drei Typen unterteilen: a) groovy, b) inbrünstig, c) erratisch“, schrieb Klaus Nüchtern im Wiener Falter. „Während c) zwischen irrlichternder Volatilität und gravitätischem Pathos changiert, wechselt b) zwischen Eigenem und ostentativ kunstlosen, aber herzergreifenden Darbietungen eines Traditionals oder Gilbert-and-Sullivan-Songs, wohingegen a) in Gestalt eines zusehends animierten Boogie oder des tausende Male gehörten ‘Stella by Starlight‘ auftritt, das mit mitreißender Verve auseinandergenommen und wieder zusammengesetzt wird.“

## Titelliste

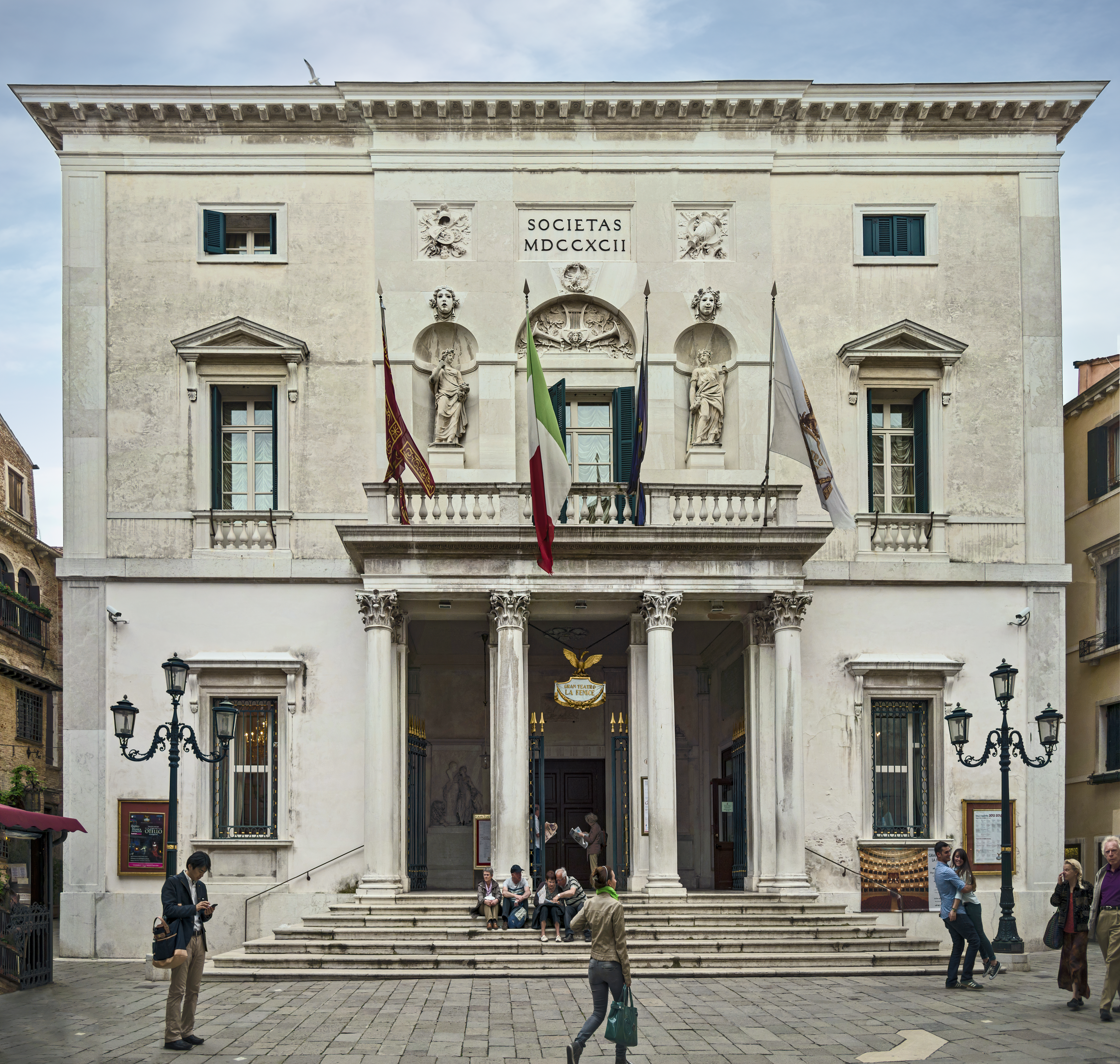
Teatro la Fenice (Außenansicht)

- Keith Jarrett: La Fenice (ECM 2601)[5]

CD 1
1. Part I (Keith Jarrett) 17:44
2. Part II (Keith Jarrett) 3:26
3. Part IIIn (Keith Jarrett) 9:53
4. Part IV (Keith Jarrett) 7:22
5. Part V (Keith Jarrett) 6:41

CD 2
1. Part VI (Keith Jarrett) 13:32
2. The Sun whose Rays (Arthur Gilbert, A.S. Sullivan) 4:26
3. Part VII (Keith Jarrett) 5:30
4. Part VIII (Keith Jarrett) 9:15
5. My Wild Irish Rose (Traditional) 8:36
6. Stella by Starlight (Victor Young, Ned Washington) 7:52
7. Blossom (Keith Jarrett) 9:11

## Rezeption
Für Howard Mandel, der dem Album im Down Beat vier (von fünf) Sterne verlieh, ist es beeindruckend, wie es der Pianist schafft, „mit einer bemerkenswerten Konzentration von mehr als 70 Minuten“, eine Reihe von locker verwandten Erkundungen darzubieten, offenbar ohne dabei vorgefertigtes Material zu verwenden. Alle Kennzeichen von Jarrett seien erkennbar: „frei fließende, virtuose Fingerarbeit, Kontinuität und Entwicklung origineller Ideen, sensible Berührung und Aufmerksamkeit für die Dynamik, Demonstration eines umfassenden harmonischen Wissens und rhythmischer Sicherheit. Die Aufnahme klassischer Kompositionen durch den Pianisten, insbesondere die von Bachs, der Spätromantiker und der frühen Modernisten, dominiert diese Aufführung. Bis ‚Part III‘ gibt es keine Blues-Konnotation.“ Obwohl Jarretts Improvisation „mit einer knackigen, auf die Tastatur bezogenen Erforschung beginnt, hat er mit ‚Part IV‘ eine reflektierende, herbstliche Stimmung geschaffen, die trotz eines relativ optimistischen ‚Part V‘ und des wandelnden Blues von ‚Part VIII‘ durch seine Zugaben fortgesetzt wird. Das Finale, seine eigene [Komposition] ‚Blossom‘, ist melancholisch, nicht so weitreichend wie Jarretts Suite, zeigt aber das zarte, sehnsüchtige Herz des Künstlers.“
Autor Huflaikhan (Martin Hufner) meinte in der Jazzzeitung sehr kritisch: „Wie schon in anderen Solo-Aufnahmen nach 2000 wirken die Improvisationsgleise bei Jarrett kondensierter als bei den Lang-Improvisationen aus der Zeit davor“, da sie viel kürzer ausfallen. Zwischen den „Parts“ wechsele Jarrett die musikalischen Hemisphären wie bei einer Art Solo-Suite. Allerdings gebe es nicht gerade allzu viele Pianisten, „die über ein derlei umfangreiches Repertoire an Ausdrucksmöglichkeiten verfügen und es jeweils technisch und praktisch umsetzen können.“ In La Fenice reiche „von wild huschender Ein- und Zweistimmigkeit und akkordischen Flächenclustern (Part II) auf engem Raum in unter vier Minuten, über rest-ostinate Grooves (Part III) oder liedhaft-balladeske Episoden (Part IV) bis zu blues-folkigen (über folkig kann man streiten) Musik(ab-)gründen (Part VIII).“
The Guardian vergab an das Album fünf Sterne; dessen Kritiker Dave Gelly schrieb: „Improvisation scheint ein unzulängliches Wort zu sein, um zu beschreiben, was Keith Jarrett macht, allein anderthalb Stunden am Klavier. Er beginnt, für ein paar Momente bewegungslos zu sitzen, anscheinend, um seinen Geist von Gedanken zu befreien, und beginnt dann zu spielen. Was dabei herauskommt, kann aufregend, bewegend, verwirrend, heftig, zärtlich sein - all dies und mehr. Improvisation scheint ein unzulängliches Wort zu sein, um zu beschreiben, was Keith Jarrett macht, allein anderthalb Stunden am Klavier. Er beginnt, für ein paar Momente bewegungslos zu sitzen, anscheinend, um seinen Geist von Gedanken zu befreien, und beginnt dann zu spielen. Was dabei herauskommt, kann aufregend, bewegend, verwirrend, heftig, zärtlich sein - all dies und mehr. ‚Das Publikum‘, so sein früher Biograf Ian Carr, bemerkte, ‚erlebt‘ den Akt der Schöpfung‘. Diesmal war es 2006 im Gran Teatro La Fenice in Venedig.“ Gelly resümiert, dass allein aus technischer Sicht Jarrett „einer der besten lebenden Pianisten“ sei, aber „die Breite seines musikalischen Verständnisses und seine Fähigkeit, die Emotionen einzufangen,“ machten ihn einzigartig.

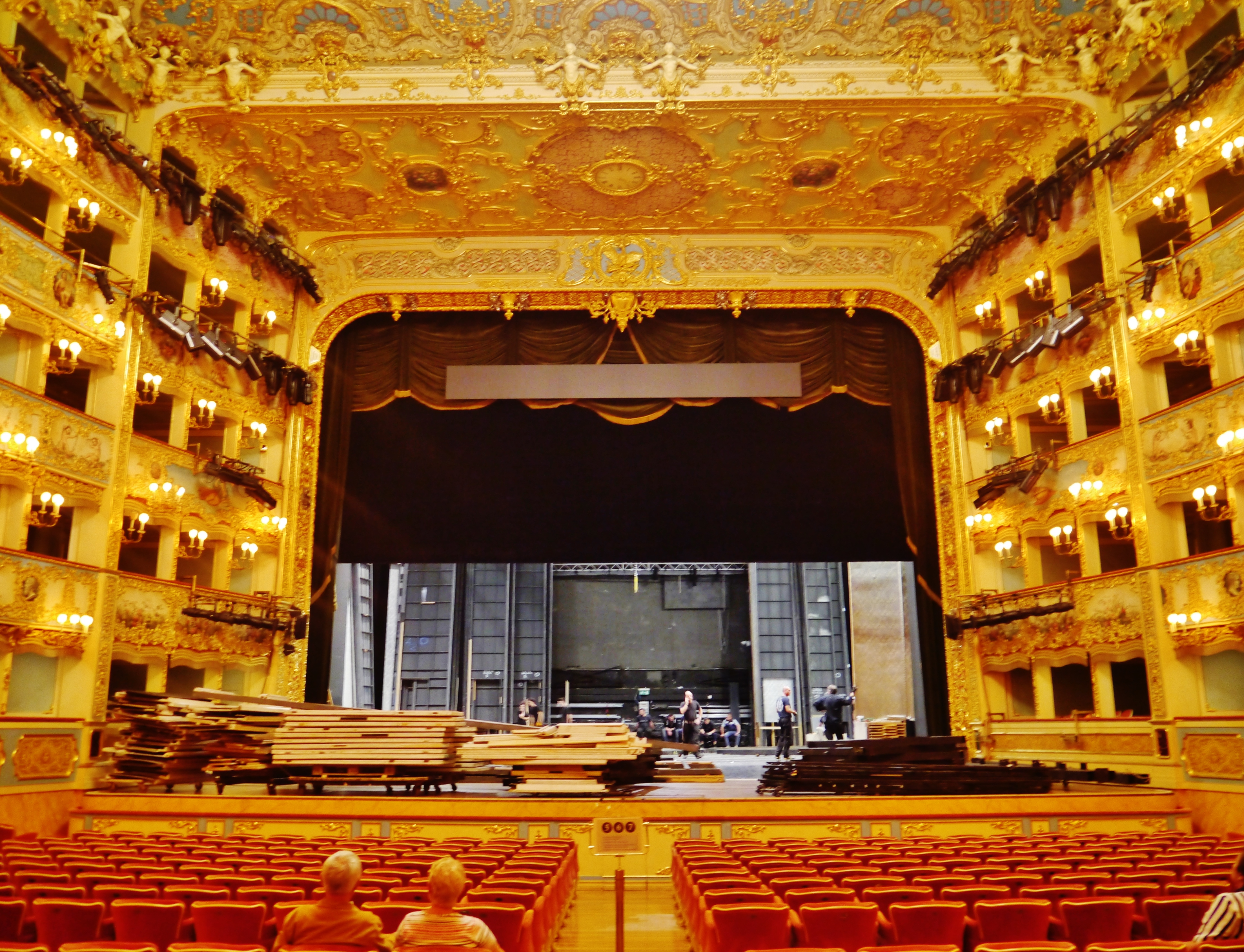
Teatro La Fenice: der Zuschauersaal

Reiner H. Nitschke schrieb im Fono Forum, Jarrett habe sich mit dem nach seinem Solo-Comeback 2005 aufgenommenen Konzert in der Carnegie Hall „endgültig von seinen exzessiven Solo-Trips“ verabschiedet; ein Jahr später „entfachte Jarrett gleich in den ersten beiden Stücken ein disharmonisches Feuer, um sich aufzuwärmen, um im dritten Part – wie oft zelebriert – zu den Blues- und Boogie-Wurzeln zurückzukehren.“ Insgesamt verlange der erste Teil des Konzerts dem sehr aufmerksamen Publikum einiges ab, merkt der Autor an; dafür werde es im zweiten Teil „durch einen hörbar entspannten Protagonisten belohnt.“ Jarrett fühle sich offenkundig „im hervorragend klingenden Opernsaal wohl und vom Publikum geliebt, flicht nach Part 6 sogar völlig überraschend ein melodisches Stück aus der Operette „Der Mikado“ von Gilbert und Sullivan ein, erinnert mit der ersten Zugabe „My Wild Irish Rose“ an sein wunderbares Album „The Melody at Night, With You“. Romantik pur im Herzen Venedigs.“
Reinhard Köchl lobte unter der Überschrift „Vergesst das Köln Concert!“ in der Zeit, das Album gehöre „zu den balanciertesten, reifsten, komplettesten, mithin nachhaltigsten Aufnahmen seiner umfangreichen Diskografie, entstanden auf dem Höhepunkt seines Schaffens.“ Es sei kein Vergleich zum Köln Concert, weil dieses „das Publikum mit seinen traumwandlerischen Wohlklangsfluten eher einlullt als fordert. Wer Keith Jarrett begreifen will, den Mann, der einfach spielt, anstatt zu komponieren, der komponiert, anstatt zu denken, sollte sich zuerst das […] Venedig-Konzert von 2006 anhören,“ so der Autor. Zu erleben gebe es auf La Fenice „den kompletten Jarrett. Den Wankelmütigen, den Forscher, den Aggressiven, den atonalen Brandstifter, den schwelgenden Balladenträumer, den grinsenden Tapdancer, den rasenden Bebopflitzer, den störrischen Akkordstanzer, den Jongleur des Banalen.“ Es scheine, als sei der Pianist in jenen Tagen absolut mit sich im Reinen gewesen. Dabei wäre ihm etwas gelungen, wonach er jahrzehntelang vergeblich gesucht hätte: „den reißenden Fluss seiner Inspiration endlich zu kanalisieren und seine eigenen Ansprüche zu erfüllen.“ La Fenice bestehe im Wesentlichen aus einer achtteiligen Suite, die alles vom Blues bis zur Atonalität referenziere. Zwischen dem sechsten und dem siebten Stück wechsle Jarrett überraschend zu „The Sun Whose Rays (Are All Ablaze)“ aus Gilbert und Sullivans satirischer Operette Der Mikado. Und wie immer umarme er bei den Zugaben das „zuvor domestizierte, arg geschundene Publikum“.

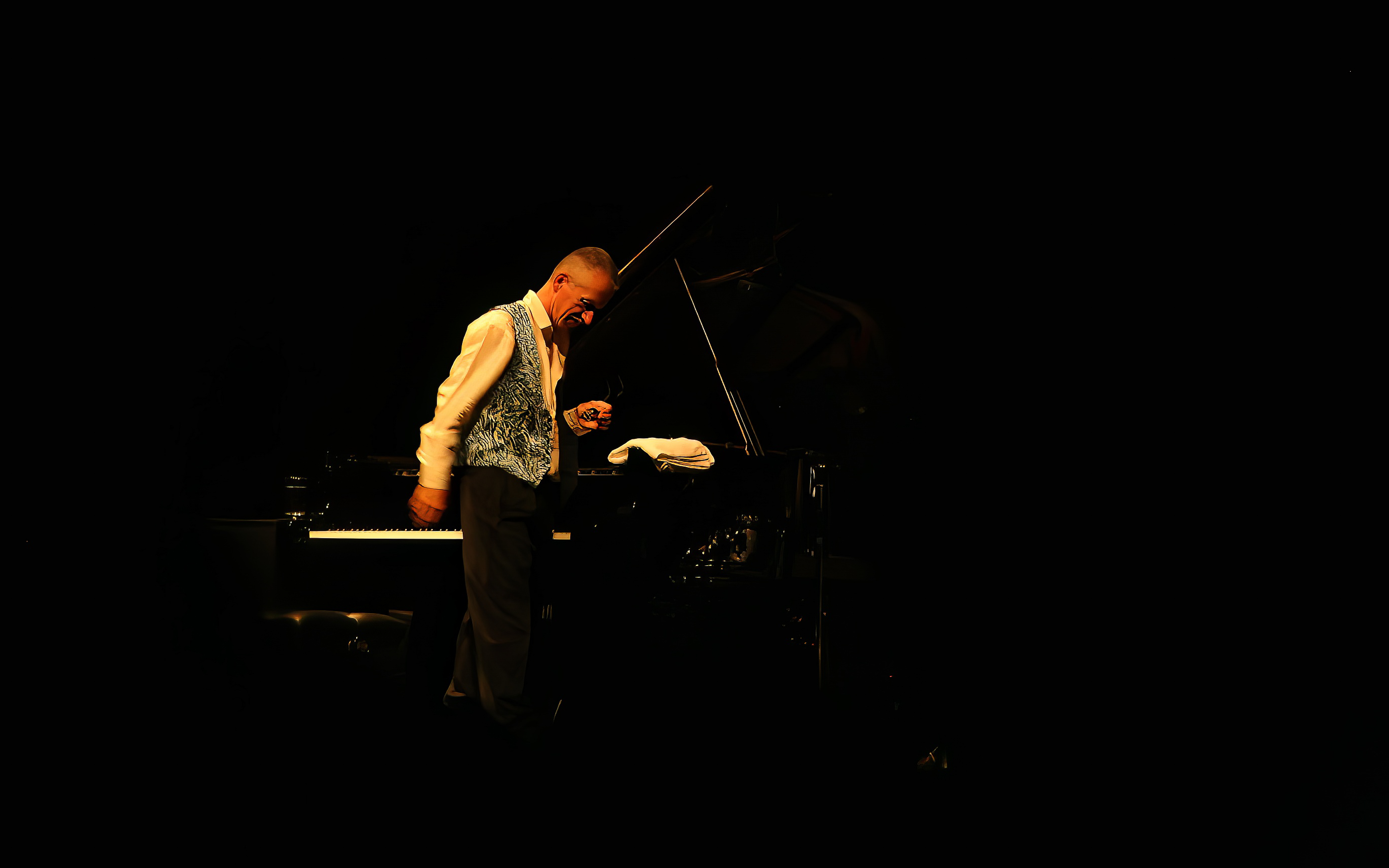
Keith Jarrett (2007)

Thom Jurek meinte in Allmusic: „Die Musik, die hier zu finden ist, ist vielseitig und abenteuerlich, beginnend mit dem fast 18-minütigen knotigen Eröffnungsabschnitt, der zu den besseren Präsentationen der einfallsreichen Darbietung des Pianisten gehört. Elemente der klassischen Technik und Erfindung treffen auf dissonante Mechanik in einer blendenden technischen Darstellung, bis Jarrett nach anderthalb Minuten in der Lage ist, ökonomisch zu fast meditativen Akkord-Voices zu zerfallen.“ In „Part III“ verschmelze Blues und Boogie mit der inhärenten Lyrik von Vince Guaraldi zu einem Stück, das der reinen Freude nahe komme. Die chromatische Tastaturakrobatik von ‚Part V‘ berühre alle und erinnere  in einer Art Post-Bop-Blues an Bud Powell und Art Tatum, aber auch Lennie Tristano und Bill Evans. Mit den spärlichen, aber ausdrucksstarken Untersuchungen in Teil VI kehre die Abstraktion zurück, als „ein geflüsterer Dialog zwischen ihm und der Tastatur.“ Jarrett tauche aus dieser 13-minütigen Sektion auf und biete eine zarte Lesart von „The Sun Whose Rays“ von Gilbert & Sullivans Der Mikado. Während ‚Part VII‘ eine großartige Erkundung der Jazz-Harmonie sei, die mit Wärme und straffer Ansprache ausgeführt werde, kehre der letzte Abschnitt spielerisch zu den Blues-Schritten und dem Boogie-Woogie zurück. („Albert Ammons und Pete Johnson lächelten wahrscheinlich vom Himmel, während er spielte.“) Großzügig seien auf La Fenice  drei überraschende Zugaben enthalten: „Erstens eine neue Lesung von ‚My Wild Irish Rose‘, die er zuvor 1998 im improvisierten Heimstudio auf The Melody at Night, With You aufgenommen hatte. Diese Version ist weitaus romantischer: Er streichelt die Lyriklinien aus dem mittleren Register und dreht sie wieder auf sich selbst zurück. Seine ‚Stella by Starlight‘ ist auf einmal erforschend und de rigueur -[…] Die letzte Überraschung erspart sich Jarrett bei dem schmerzhaft zärtlichen Vortrag seiner eigenen Blossom, einer eleganten, melancholischen Ballade aus dem Jahr 1974.“ Wenn Jarrett mit dieser Art von Energie, Humor, Leidenschaft und Emotion wie auf La Fenice jage, vergingen anderthalb Stunden in einem Augenblick.
Rob Adams meinte im schottischen The Herald, dass Gilbert & Sullivan vielleicht keine offensichtliche Inspirationsquelle für Keith Jarretts besondere Form der Klaviererforschung seien, aber „The Sun Whose Rays“ aus Der Mikado passe ganz selbstverständlich in dieses Solokonzert. „Zu der Zeit, als Jarrett sich am Grand Teatro La Fenice niederließ, um La Fenice seine vollständige englische Übersetzung [„Phoenix“] zu geben, machte er seit fünfunddreißig Jahren solo und weitgehend improvisierte Aufnahmen für ECM. Trotzdem kann es immer wieder überraschend sein, wie vollständig und liedhaft seine spontanen Kompositionen sein können.“ So sei unter den acht Spontan-Kreationen auch eine, „die eine kompletten Begleit-Spur für einen Randy Newman-Song bilden, und eine andere, die das Leit-Arrangement für einen von Jarrett geschaffenen Grooves von dessen skandinavischem Quartett aus den 70er Jahren darstellen könnte.“
In All About Jazz äußerte Karl Ackermann Vorbehalte gegenüber dem Album: „Als der größte Pianist unserer Zeit ist die Messlatte für Jarretts Arbeit unangemessen hoch. Er ist einzigartig und kann nicht rational mit seinen Zeitgenossen verglichen werden. Daher wird sein Output mit jeder Ergänzung des Katalogs relativ zu seiner eigenen Geschichte beurteilt. La Fenice bleibt hinter späteren ECM-Alben zurück … Die spontanen Improvisationen sind interessant, aber etwas steril, die Balladen sind wie immer wunderschön gespielt, aber vorhersehbar. Am Ende des Tages ist La Fenice weder wesentlich Jarrett noch eine unwürdige Ergänzung zu seinem Lebenswerk. Es fehlt einfach die Wirkung eines großen Teils seiner Soloarbeit.“ Auf derselben Webseite urteilte Mike Jurkovic: „Emotional faszinierend, wie alle seine Aufnahmen letztendlich sind, besteht La Fenice hauptsächlich aus der achtteiligen Suite, die die Aufnahme dominiert. … Aber trotz all seiner anmutigen Momente schöpferischer Freude und Staunen, La Fenice ist weder La Scala noch eines der großartigeren Werke, die Jarretts einzigen und einzigartigen Platz in der Kunst des Solo-Klaviers definieren […].“